# Canton d'Orléans-Saint-Marceau
Le canton d'Orléans-Saint-Marceau est une ancienne division administrative française, située dans le département du Loiret en région Centre-Val de Loire.
Le canton d'Orléans-Saint-Marceau est créé en 1982, il a auparavant été inclus dans l'un des cinq anciens cantons d'Orléans.
Le canton est supprimé à la suite du redécoupage de 2015.

## Histoire
Avec le décret du 25 janvier 1982, le canton d'Orléans-Saint-Marceau - La Source (ou canton d'Orléans-V) est divisé en deux cantons : le canton d'Orléans-Saint-Marceau et le canton d'Orléans-La Source.

### Liste des conseillers généraux successifs
| Période | Période                   | Identité       | Étiquette            | Qualité                                                                                |
| ------- | ------------------------- | -------------- | -------------------- | -------------------------------------------------------------------------------------- |
| 1982    | 1993 (démission d'office) | Roland Rolando | UDF-PR               | Conseiller municipal d'Orléans                                                         |
| 1993    | 2008                      | Gérard Gainier | UDF puis DL puis UMP | Professeur d'éducation physique et de judo Vice-président du conseil général du Loiret |
| 2008    | 2015                      | Michel Brard   | PS                   | Masseur-kinésithérapeute Conseiller municipal d'Orléans                                |

### Résultats électoraux détaillés
- Élections cantonales de 2001 : Gérard Gainier (DL) est élu au 2e tour avec 50,55 % des suffrages exprimés, devant Michel Brard (PS) (49,45 %). Le taux de participation est de 56,57 % (6 314 votants sur 11 162 inscrits)[2].
- Élections cantonales de 2008 : Michel Brard (PS) est élu au 2e tour avec 52,7 % des suffrages exprimés, devant Gérard  Gainier  (UMP) (47,3 %). Le taux de participation est de 57,43 % (7 311 votants sur 12 730 inscrits)[3].

## Géographie

### Composition
Le canton d'Orléans-Saint-Marceau se compose d’une fraction de la commune d'Orléans. Il compte 21 727 habitants (population municipale) au 1er janvier 2012.
| Nom                 | Code Insee | Intercommunalité  | Population (dernière pop. légale)                |
| ------------------- | ---------- | ----------------- | ------------------------------------------------ |
| Orléans (chef-lieu) | 45234      | Orléans Métropole | Fraction : 21 727(2012) Commune : 114 977 (2014) |

### Démographie
En 2012, le canton comptait 21 727 habitants.
| 1982 | 1990   | 1999   | 2006   | 2011   | 2012   |
| ---- | ------ | ------ | ------ | ------ | ------ |
| -    | 15 930 | 19 436 | 20 997 | 21 546 | 21 727 |